# 小行星6519
小行星6519（6519 Giono）是一颗绕太阳运转的小行星，为主小行星带小行星。该小行星于1991年2月12日发现。

## 轨道参数
小行星6519的轨道半长轴为2.1959078 UA，离心率为0.156。